# Horsfieldia whitmorei
Horsfieldia whitmorei là một loài thực vật thuộc họ Myristicaceae. Loài này có ở Papua New Guinea và quần đảo Solomon.